# Joanna van de Winkel
Joanna van de Winkel (Pietermaritzburg, 22 april 1982) is een Zuid-Afrikaans wielrenster. 
Van de Winkel kwam uit voor Zuid-Afrika bij de wegwedstrijd tijdens de Olympische Zomerspelen 2012 in Londen. Hier finishte ze als 28e.
Carless · de Groot · De Vuyst · Duyck · Goossens · Hannes · Henrion · Moolman · Nijns · Olivier · Pretorius · Schoonbaert · Taylor · van de Winkel · Van Looy